# Вольная территория
Махновщина (укр. Махновщина) — повстанческий район в Северном Приазовье в период Гражданской войны 1918—1921 годах; на территории декларировалось построение безвластного анархического общества. В современных работах строй Вольной Территории рассматривают как военную демократию — более примитивную по сравнению с государством организацию, которой были свойственны власть избранного народом лидера-военачальника при отсутствии важных признаков государства.
Обладала фактической самостоятельностью в период с ноября 1918 года до начала операции по ликвидации «партизанщины» советским правительством в 1921 году. Оборону территории осуществляли повстанческие отряды Нестора Махно, с февраля 1919 года входившие в регулярные части Украинской советской армии.
Центром махновского движения было село Гуляйполе Александровского уезда Екатеринославской губернии, где располагались штаб Махно и Военно-революционный совет Гуляйпольского района.
В результате весенне-летнего (1919 год) наступления Деникина на Москву махновцы были вынуждены либо уйти из родных мест с Красной армией, либо перейти на нелегальное положение. В начале сентября Махно объявил о создании Революционной повстанческой армии Украины (РПАУ) и возобновил самостоятельные боевые действия.
31 октября 1919 года махновцы в последний раз попытались занять Гуляйполе, но были выбиты из него деникинцами. Тогда же, 28 октября, махновцы захватили Екатеринослав и удерживали город в течение полутора месяцев. «Екатеринославский» период истории махновщины советский историк М. И. Кубанин охарактеризовал как наиболее интересный: это был период самостоятельного существования в тылу Белой армии крестьянской республики со столицей в Екатеринославе, охватывавшей несколько уездов и города Верхнеднепровск, Кичкас, Никополь, Апостолово, Берислав. До этого махновцы вели «кочующий» образ жизни, не имея постоянной территории.

## История

### Предыстория
В ноябре 1917 года согласно Третьему Универсалу земли будущей Вольной территории были де-юре включены в состав УНР, что не было признано местными жителями. В январе-феврале 1918 в ходе Гражданской войны анархисты зашли на территорию Херсонской губернии и вели ожесточенные уличные бои пытаясь завладеть Елисаветградом уже перешедшим на тот момент под контроль Красной гвардии, и несколько раз осаждали его, но из за сильного сопротивления горожан и наступления германских войск анархисты нанеся сильный урон городу были вынуждены отступить. Эти события лягли в основу произведения Юрия Яновского «Байгород», свидетелем которых он был  .

### Возникновение махновского движения и Гуляйпольщина
К осени 1918 года Нестор Махно возглавил повстанческое движение во всей Екатеринославской губернии. К ноябрю его отряды насчитывали до 6 тысяч человек.
Ноябрьская революция 1918 года в Германии привела к её поражению в Первой мировой войне. К этому времени войска гетмана Скоропадского были деморализованы и не желали сражаться, а командование германских войск стремилось как можно быстрее вывести свои части с оккупированных территорий.
27 ноября Махно занял Гуляйполе, объявил об его осадном положении, сформировал и возглавил «Гуляйпольский революционный штаб». Повстанцы к этому времени представляли значительную силу, контролируя большую часть территории Екатеринославской губернии.
Петлюровцы, сформировавшие своё войско из множества повстанческих отрядов и захватившие власть в целом ряде городов Украины, рассматривали махновское движение как составную часть «общеукраинской национальной революции» и рассчитывали втянуть его в сферу своего влияния. Однако на предложение Директории о совместных действиях против Красной Армии Махно ответил: «Петлюровщина — авантюра, отвлекающая внимание масс от революции». По мнению Махно и его соратников, петлюровщина представляла собой движение украинской национальной буржуазии, которое не может сотрудничать с народно-революционным движением.
26 декабря отряды Махно совместно с вооружёнными отрядами екатеринославского губкома и губревкома выбили петлюровцев из Екатеринослава. Воспользовавшись беспечностью повстанческого командования, петлюровцы, однако, через два-три дня изгнали махновцев из города.
Махновцы отступили в район Синельникова. С этого момента на северо-западной границе территории, контролируемой Махно, возник фронт между махновцами и петлюровцами. Однако в связи с тем, что петлюровские войска, состоявшие в большинстве из крестьян-повстанцев и насильно мобилизованных солдат, стали быстро разлагаться при встрече с махновцами, фронт в скором времени был ликвидирован.
После екатеринославской операции махновцы снова обосновались в Гуляйполе, где Махно планировал приступить к практическому осуществлению идеала анархизма — созданию в Гуляйпольском районе безвластного коммунистического общества. Однако положение повстанцев было непростым: петлюровцы продолжали оказывать на Махно давление, пытаясь переманить его на свою сторону; с юго-востока и юга надвигались деникинцы, а с севера теснила петлюровцев и приближалась к махновской территории Украинская советская армия. Поэтому Махно пытался выиграть время, усилиться за счёт потенциальных союзников и найти более выгодную линию поведения.
12 января белые начали наступление на махновский район со стороны Донбасса. 20 января взяли Пологи, а 21—22 января атаковали Гуляйполе. В этой обстановке Махно наконец принял решение пойти на союз с красными, объявив петлюровцев и деникинцев наиболее опасными противниками. Соглашение с Красной армией рассматривалось руководством повстанцев как исключительно военное, не затрагивающее общественного устройства махновского района.
В составе Украинского фронта бригада Махно участвовала в боях с белогвардейцами на Донбассе и в Приазовье. В результате наступления войск Махно территория, контролируемая ими, увеличилась до 72 волостей Екатеринославской губернии с населением более двух миллионов человек.
На словах признавая подчинение красному командованию, Махно зачастую не выполнял его требований и постоянно подчёркивал свою независимость и самостоятельность. Махновцы выставили на железную дорогу заградотряды и перехватывали вагоны с мукой, хлебом, другими продовольственными товарами, углём, соломой. Более того, они сами отказывались поставлять по продразвёрстке хлеб, имевшийся в Бердянском и Мелитопольском уездах, требуя за него промышленные товары.

### Органы управления и отношение к государственной власти
Для решения вопросов, касавшихся территории в целом, созывались «районные съезды крестьян, рабочих и повстанцев». Всего за период свободного существования махновщины были проведены три таких съезда.
На первом районном съезде, прошедшем 23 января 1919 года в селе Б. Михайловка, главное внимание участников было привлечено к опасности петлюровщины и деникинщины. Для борьбы с петлюровщиной съезд принял решение развернуть агитационно-пропагандистскую работу в районах, контролируемых Директорией, для того чтобы разъяснять населению сущность её политики, призывать к неповиновению, бойкоту объявленной мобилизации и продолжению восстания с целью свержения этой власти.
Второй «районный съезд крестьян, рабочих и повстанцев», на котором присутствовало 245 делегатов от 350 волостей и партизанских отрядов, собрался 12 февраля в Гуляйполе. Съезд всесторонне обсудил вопрос об опасности, надвигавшейся со стороны войск Деникина. Было решено немедленно принять меры для усиления самоохраны. Повстанческая армия махновцев, по словам Аршинова, имела к этому времени в своих рядах около 20 тысяч бойцов-добровольцев, многие из которых, однако, были «крайне переутомлены и истрёпаны», участвуя в беспрерывных боях по пять-шесть месяцев. Ввиду этого было принято постановление об организации добровольной мобилизации. Несмотря на большое число желающих присоединиться к Махно, в районе не хватало оружия, чтобы вовремя сформировать новые повстанческие части.
Съезд принял резолюцию, выражавшую анархистское отрицательное отношение ко всякой государственной власти, в том числе и к Советской. «Советское правительство России и Украины, — говорилось в резолюции, — своими приказами и декретами стремится во что бы то ни стало отнять у местных Советов рабочих и крестьянских депутатов их свободу и самостоятельность. Нами не избранные, но правительством назначенные политические и разные другие комиссары наблюдают за каждым шагом местных Советов и беспощадно расправляются с теми товарищами из крестьян и рабочих, которые выступают на защиту народной свободы против представителей центральной власти. Именующее себя рабоче-крестьянским, правительство России и Украины слепо идёт на поводу у партии коммунистов-большевиков, которые в узких интересах своей партии ведут гнусную непримиримую травлю других революционных организаций. Прикрываясь лозунгом «диктатуры пролетариата», коммунисты-большевики объявили монополию на революцию для своей партии, считая всех инакомыслящих контрреволюционерами… Мы призываем товарищей рабочих и крестьян не поручать освобождение трудящихся какой бы то ни было партии, какой бы то ни было центральной власти: освобождение трудящихся есть дело самих трудящихся…»
Для общего руководства борьбой с петлюровцами и деникинцами, осуществления решений съездов, а также организации связи и агитационно-пропагандистской работы с населением, на втором съезде был создан Районный Военно-революционный Совет крестьян, рабочих и повстанцев, в который вошли представители 32 волостей Екатеринославской и Таврической губерний, а также представители повстанческих частей. Совет ведал всеми делами общественно-политического и военного характера и представлял собой высший исполнительный орган махновского движения.
Главными вопросами, которыми занимался Военно-революционный Совет, были военный, продовольственный и вопрос местного самоуправления. Решение вопроса обеспечения продовольствием всего населения района было отложено до четвёртого районного съезда, назначенного на 15 июня 1919 года, проведение которого было запрещено советской властью. Содержание повстанческой армии местное крестьянство взяло на себя. В Гуляйполе был организован центральный отдел снабжения армии, куда доставлялись продовольствие и фураж, которые отсюда направлялись на фронт.
19 апреля махновский штаб, вопреки запрету красного командования, созвал Третий Гуляйпольский районный съезд, на котором присутствовали представители 72 волостей Александровского, Мариупольского, Бердянского и Павлоградского уездов Екатеринославской и Таврической губерний, а также делегаты от махновских воинских частей. Съезд провозгласил анархистскую платформу, потребовав «немедленного удаления всех назначенных лиц на всевозможные военные и гражданские ответственные посты…, проведения правильного и свободного выборного начала…, социализации земли, фабрик и заводов…, изменения в корне продовольственной политики — замены реквизиционных отрядов правильной системой товарообмена между городом и деревней…, полной свободы слова, печати, собраний всем политическим левым течениям…, неприкосновенности личности работников партий левых революционных организаций и вообще трудового народа… Диктатуры какой бы то ни было партии категорически не признаём».
Органами общественно-экономического самоуправления махновского движения должны были стать так называемые вольные трудовые советы крестьян и рабочих, которые, исполняя волю местных тружеников и их организаций, должны были устанавливать между собой необходимые связи, образуя высшие органы народного самоуправления. Организация таких советов так и не была осуществлена в связи с военной обстановкой. Общие положения о Вольном Совете крестьян и рабочих удалось впервые отпечатать лишь в 1920 году, а до этого в «Декларации» Реввоенсовета армии махновцев (октябрь 1919 года) были изложены общие принципы.

### Анархизм и идеи общественного переустройства
Сам Махно, называвший себя «анархистом-коммунистом бакунинско-кропоткинского толка», обращаясь в начале июля 1918 года с письмом к своим единомышленникам, призывал: «Общими усилиями займёмся разрушением рабского строя, чтобы вступить самим и ввести других наших братьев на путь нового строя. Организуем его на началах свободной общественности, содержание которой позволит всему не эксплуатирующему чужого труда населению свободно и независимо от государства и его чиновников, хотя бы и красных, строить всю свою социально-общественную жизнь совершенно самостоятельно у себя на местах, в своей среде… Да здравствует наше крестьянское и рабочее объединение! Да здравствуют наши подсобные силы — бескорыстная трудовая интеллигенция! Да здравствует Украинская социальная революция! Ваш Нестор Иванович».
Ряд командиров партизанских отрядов, возникших в Гуляйпольском районе летом 1918 года, также принадлежали к сторонникам анархизма. В начале 1919 года влияние анархизма на повстанческую армию Махно продолжало расти благодаря постоянному притоку сторонников идеологии. Эти люди пользовались у Махно особыми привилегиями, занимали руководящие посты в повстанческом движении, способствовали формированию его взглядов и поведения, возвеличивали его как «народного вождя», «великого анархиста», «второго Бакунина». Анархистские идеи предопределили развитие махновщины, которое неизбежно вело её к конфликту с Советской властью. В феврале — марте 1919 года Махно предложил анархисту Петру Аршинову, с которым он отбывал каторгу в одной камере Бутырской тюрьмы и встречался летом 1918 года в Москве, присоединиться к украинскому повстанчеству и организовать анархистскую газету для повстанцев и рабоче-крестьянских масс. Приехав в апреле в Гуляйполе, Аршинов был избран председателем «культурно-просветительного отдела Военно-революционного совета» и штаба бригады Махно, назначен редактором газеты «Путь к свободе»; с весны 1919 года он стал одним из основных идеологов махновского движения.

### Конфликт с советским командованием
Если на откровенно антибольшевистский характер резолюций принятых в феврале 1919 года районного съезда Советов советские власти предпочли не обратить внимание, то в апреле, когда фронт стабилизировался, власти взяли курс на ликвидацию особого положения махновского района.
В советской печати махновское движение стало квалифицироваться как кулацкое, его лозунги — как контрреволюционные, его действия — как вредные для революции. Аршинов в своих воспоминаниях обвинил советские власти в организации блокады района, в ходе которой задерживались все «революционные работники». Снабжение повстанческой армии снарядами и патронами, по его словам, сократилось в 5-6 раз.
После того, как 19 апреля (у Аршинова — 10 апреля) исполнительный комитет Военно-революционного совета Гуляйпольского района созвал 3-й районный съезд, который провозгласил анархистскую платформу и заявил о категорическом непризнании диктатуры какой бы то ни было партии, комдив Дыбенко объявил: «Всякие съезды, созванные от имени распущенного согласно моему приказу военно-революционного штаба, считаются явно контрреволюционными, и организаторы таковых будут подвергнуты самым репрессивным мерам, вплоть до объявления вне закона».
Конфликт попытался уладить командующий Украинским фронтом Владимир Антонов-Овсеенко, лично прибывший в Гуляйполе 29 апреля. В ходе переговоров Махно пошёл на уступки — осудил наиболее резкие положения резолюции съезда и обещал препятствовать выборности комсостава. При этом Махно выдвинул принципиально новую идею долгосрочного сосуществования различных политических течений в рамках одной системы власти: «До решительной победы над белыми должен быть установлен революционный фронт, и он [Махно] стремится не допускать междоусобиц между различными элементами этого революционного фронта». Идея эта, однако, не была воспринята советским руководством, и посетивший 4-5 мая махновский район чрезвычайный уполномоченный Совета Обороны республики Лев Каменев вновь потребовал ликвидировать политические органы движения и, прежде всего, Военно-революционный совет.
Новый повод для взаимного недоверия возник в связи с мятежом атамана Григорьева на Правобережной Украине. 12 мая Каменев направил Махно телеграмму, выдержанную в явно недоверчивом тоне: «Изменник Григорьев предал фронт. Не исполнив боевого приказа, он повернул оружие. Подошёл решительный момент — или вы пойдёте с рабочими и крестьянами всей России, или откроете фронт врагам. Колебаниям нет места. Немедленно сообщите расположение ваших войск и выпустите воззвание против Григорьева, сообщив мне копию в Харьков. Неполучение ответа буду считать объявлением войны. Верю в честь революционеров — Вашу, Аршинова, Веретельникова и др.»
Махно дал довольно двусмысленный ответ: «Честь и достоинство революционера заставляют нас оставаться верными революции и народу, и распри Григорьева с большевиками из-за власти не могут заставить нас оставить фронт». После того, как лазутчики, направленные Махно в район григорьевского мятежа, были перехвачены властями, окончательное определение махновцами своего отношения к Григорьеву затянулось до конца мая. В своём воззвании «Кто такой Григорьев?» Махно подверг сомнению «Универсал» мятежников: «Братья! Разве вы не слышите в этих словах мрачного призыва к еврейскому погрому?! Разве вы не чувствуете стремления атамана Григорьева порвать живую братскую связь революции Украины с революционной Россией?» При этом Махно возложил ответственность за случившееся на действия большевистских властей: «Мы должны сказать, что причины, создавшие всё движение Григорьева, заключаются не в самом Григорьеве… Всякое сопротивление, протест и даже самостоятельное начинание душились чрезвычайными комиссиями... Это создало в массах озлобление, протест и враждебное настроение к существующему порядку. Этим воспользовался Григорьев в своей авантюре… требуем к ответу коммунистическую партию за Григорьевское движение».

## Территория
Охватывала значительную часть Екатеринославской губернии, территории Херсонской и Полтавской губерний.

## Внешняя политика

### Дипломаты Гуляйпольщины
- Чубенко, Алексей Васильевич
- Хохотов
- Буданов, Абрам Ефремович
- Клейн[уточнить]
- Куриленко
- Попов

## Власть
Власть осуществлялась путем свободного самоуправления, без каких-либо устойчивых органов власти.

## Вооружённые силы
Вооружённые силы махновцев («Чёрная гвардия Махно») по разным данным насчитывали от 80 до 100 тысяч человек и состояли в основном из кавалерии, которая насчитывала около 15 бригад. Армия имела 15-20 самолётов, захваченных у белых. 

## Деньги махновцев
В период расцвета движения повстанцы выпускали собственные деньги (купоны). На этих купонах был изображен Махно и серп и молот.
По этому поводу имела хождение шуточная частушка на украинском языке:
«Гей, ку́ме, не журись!
В Махна гро́ші завелись
А хто їх не бра́тиме
Того Махно дра́тиме...»
Ещё в начале 1920-х годов среди советских бонистов возникла дискуссия по поводу выпуска бумажных денежных знаков анархистами. В журнале «Кавказский коллекционер» в 1922 г. прямо ставился вопрос: «Существовали ли боны Н. Махно?» Самих денежных знаков анархистов не было найдено, хотя упорно ходили слухи об их выпуске. Подогрел их ещё больше К. Герасименко, который в своих воспоминаниях утверждал, что «Махно через Волина проводил в жизнь всё, что только находил необходимым, вплоть до печатания денежных знаков». Правда, он не раскрыл, где и как печатал бумажные деньги Нестор Махно, поэтому неясно, были ли они действительно напечатаны, или были только проставлены надпечатки на бумажных деньгах старого образца, бывших в обращении на Украине в те годы. Этот вопрос так и остаётся открытым.